# درون آب
درون آب (۲۰۱۷) (به انگلیسی: Into the Water) یک رمان مهیج اثر پائولا هاوکینز نویسنده بریتانیایی است که در لیست پرفروش‌ترین کتاب‌های سال قرار گرفت.